# Ribas (Celorico de Basto)

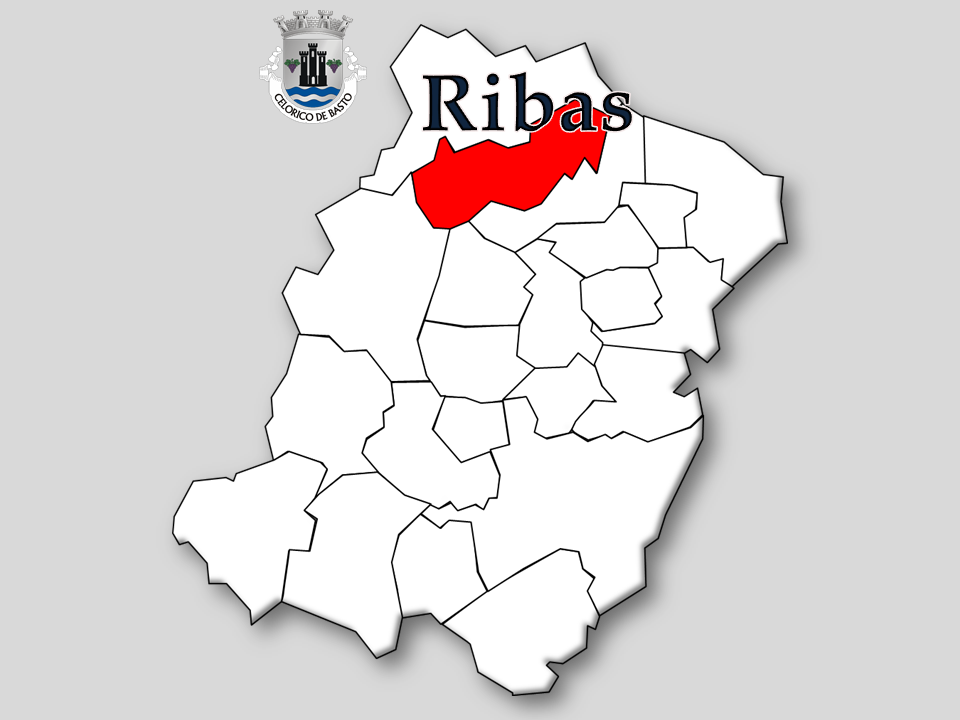
Localização da Freguesia de Ribas no Município de Celorico de Basto

Ribas é uma povoação portuguesa sede da Freguesia de Ribas do Município de Celorico de Basto, freguesia com 8,28 km² de área e 900 habitantes (censo de 2021), tendo, por isso, uma densidade populacional de 108,7 hab./km².

## Demografia
A população registada nos censos foi:
| Distribuição da População por Grupos Etários | Distribuição da População por Grupos Etários | Distribuição da População por Grupos Etários | Distribuição da População por Grupos Etários | Distribuição da População por Grupos Etários |
| -------------------------------------------- | -------------------------------------------- | -------------------------------------------- | -------------------------------------------- | -------------------------------------------- |
| Ano                                          | 0-14 Anos                                    | 15-24 Anos                                   | 25-64 Anos                                   | > 65 Anos                                    |
| 2001                                         | 242                                          | 247                                          | 527                                          | 213                                          |
| 2011                                         | 138                                          | 151                                          | 555                                          | 224                                          |
| 2021                                         | 98                                           | 86                                           | 461                                          | 255                                          |

## Património
- Igreja Paroquial de Ribas
- Capela de São Sebastião
- Capela de São Martinho
- Capela de Santa Bárbara
- Capela de São Bento
- Capela de Santo António